# Labirintna brtva
Labirintna brtva je vrsta brtve u kojoj se učinak brtvljenja za plinove i pare postiže razlikom tlaka u nizu raspora između rotora i statora. Ona spada u bezdodirne brtve koje sprječavaju trenje pri velikim brzinama vrtnje.

## Bezdodirno zaštitno brtvljenje
Bezdodirno zaštitno brtvljenje može se ostvariti prikladnom obradom brtvenih površina, pri čemu je u spojevima pokretljivih dijelova potrebno osigurati stanovitu zračnost među njima, koja između brtvenih površina mora biti razmjerno mala. Takav način primjenjuje se kod ležaja koji se podmazuju mašću. Mast popunjava zračnost među brtvenim površinama i sprečava ulaz nečistoća u spoj. 
Bolji način ovog brtvljenja jest, da se izrade koncentrični utori u brtvenoj površini mirujućeg dijela. U njima se onda stvaraju prstenovi od masti koji dobro štite spoj. Najbolje je da se tim utorima dade oblik navoja sa smjerom uspona suprotnim smjeru vrtnje, koji tada vraćaju mast natrag u ležaj. 
Još je savršeniji način bezdodirnog brtvljenja s pomoću utora i izdanaka na rotirajućem i na mirujućem dijelu spoja, koji zadiru jedni u druge, ali tako, da se međusobno ne dotiču, stvarajući neku vrstu labirinta. Labirintne brtvenice (koje se uglavnom primjenjuju kod brtvljenja između obočja i vratila parnih i plinskih turbina, kao i kod njihovih razdjelnih stijena), sastoje se od niza grebena na vratilu i na obočju, koji ulaze jedni među druge, čineći kod toga uzastopna proširenja i suženja. Grebeni na vratilu su obično izrađeni od punog materijala (ili se na vratilo navuče vitka s urezanim grebenima). Normalne labirintne brtvenice izrađuju se od mjedi ili od bronce, a za visoke temperature od niklovog čelika ili kromniklovog čelika. Postoji mnogo oblika labirintnih brtvenica, koje mogu imati poprečne, uzdužne i mješovite prigušene raspore. Širina raspora obično iznosi od 0,3 do 0,5 mm, a može se i regulirati. 
Labirintno brtvljenje zasniva se na osnovu prigušivanja fluida (plinova ili tekućina) koji prolazi kroz labirinte, mijenjanjem u njima smjera kretanja, tlaka i brzine zbog promjene presjeka raspora među njima. Brzina prolazećeg medija što nastaje u svakom suženju raspora, poništava se zbog naglog proširenja presjeka i skretanja i zbog stvaranja turbulencije. Kako su otpori kod turbulentnog strujanja skoro dva puta veći nego otpori kod laminarnog strujanja, to su labirintne brtve vrlo pogodne za sprečavanje prolaza plinova i para uz minimalne gubitke. To je i glavni razlog njihove primjene kod turbina radi zaštitnog djelovanja protiv gubitka tlaka i vakuuma.

## Brtvljenje spojeva pokretljivih dijelova fluidima
Brtvljenje spojeva pokretljivih dijelova fluidima ima dosta sličnosti s bezdodirnim brtvljenjem, od kojeg se razlikuje samo time što brtveni fluid nije sam medij koji se brtvi, već neki drugi. Njegova je glavna prednost što praktički postiže potpunu nepropusnost spoja. Za brtvljenje fluidima najviše služe tekućine, a rjeđe plinovi. Prema nastajanju brtvenog tlaka u brtvenim tekućinama razlikuje se samostalno brtvljenje i brtvljenje dovođenjem tekućine pod tlakom. 
Pri samostalnom brtvljenju tekućina potrebni brtveni tlak nastaje pod utjecajem centrifugalne sile dijelova koji se gibaju (na primjer rotora). Zbog toga ovo brtvljenje dolazi u obzir za primjenu tamo gdje samo jedan dio spoja se vrti. Prema pretpostavkama rotacijskog gibanja i hidraulike, za izračunavanje razlike tlakova Δp koja pri tome može biti zabrtvena stupcem tekućine s visinom h, treba primijeniti izraz:
{\displaystyle \Delta p=(p_{1}-p_{2})\cdot {\frac {d_{v}^{2}-d_{u}^{2}}{8\cdot g}}\cdot \gamma \cdot \omega ^{2}}
gdje je: g - ubrzanje zemljine sile teže, γ - specifična težina brtvene tekućine, ω - kutna brzina vrtnje, p1 - tlak fluida čije istjecanje treba spriječiti, p2 - tlak brtvene tekućine, du - unutarnji promjer fluida čije istjecanje treba spriječiti, dv - vanjski promjer fluida čije istjecanje treba spriječiti. Kad su površine rotora glatke, a sloj brtvene tekućine tanak, umjesto ω u gornji izraz treba staviti ω' = ω/2. Prednost ovog načina brtvljenja je u tome što nema gubitaka brtvene tekućine. 
Pri brtvljenju fluidima koji se dovode izvana, njihov tlak mora biti veći i od tlaka fluida čije se protjecanje među brtvenim površinama želi spriječiti, i od atmosferskog tlaka. Pri tome među brtvenim površinama umjesto fluida protječe brtvena tekućina, što je povezano s gubitcima. Taj se nedostatak može ublažiti smanjivanjem zračnosti među brtvenim površinama i upotrebom gušćih brtvenih tekućina. Međutim, ovaj način brtvljenja ne primjenjuje se sam, nego kao dodatna mjera u nekim slučajevima brtvljenja brtvenicama, a brtvilo ujedno smanjuje gubitke brtvene tekućine.

## Vanjske poveznice
|  | Zajednički poslužitelj ima još gradiva o temi Labirintna brtva |